# Янхова
Янхова (словен. Janhova) — поселення в общині Апаче, Помурський регіон, Словенія. Висота над рівнем моря: 248,6 м.